# Escándalo Lewinsky

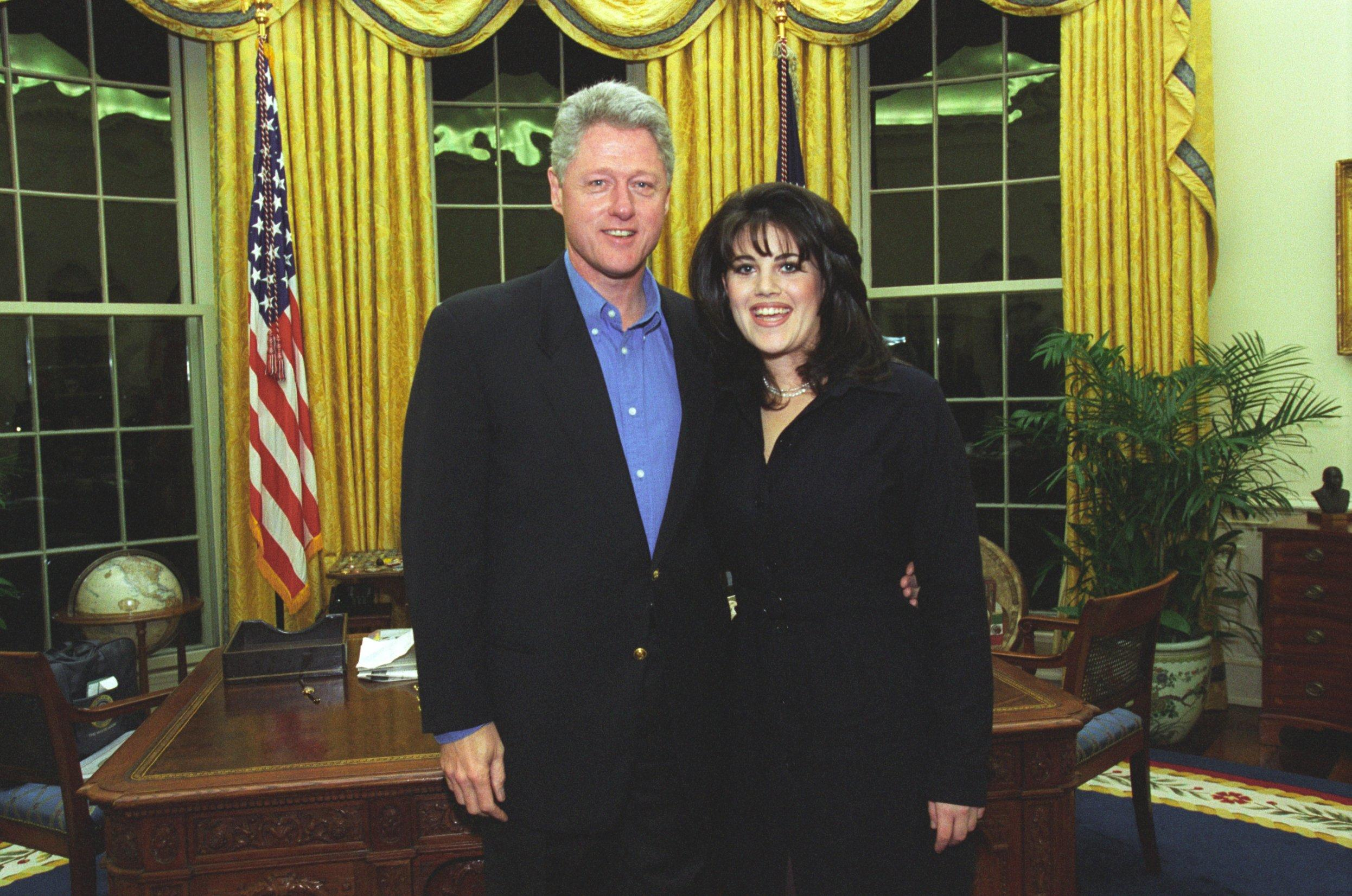
Bill Clinton junto con Monica Lewinsky en febrero de 1997.

El escándalo Lewinsky (también llamado escándalo Clinton-Lewinsky) fue un escándalo político sexual que surgió en 1998, por una relación sexual entre el entonces presidente de los Estados Unidos, de 49 años de edad, Bill Clinton y una becaria de 22 años de la Casa Blanca, Monica Lewinsky. El escándalo se desató tras las acusaciones de acoso sexual iniciadas contra Clinton por Paula Jones. Clinton negó ese vínculo mintiendo ante los medios y ante el Congreso, lo que provocó una investigación que acaparó portadas a finales de los años 90. Clinton negó haber mantenido ningún tipo de relación sexual con Lewinsky, pero ante las pruebas de ADN en el vestido de ella manchado de semen, Clinton tuvo que admitir dicha relación.  Las noticias sobre esta aventura extramarital y la investigación resultante, promovida por el Partido Republicano, llevaron al juicio político por perjurio del presidente Clinton por la Cámara de Representantes de los Estados Unidos en 1998. El presidente admitió en un testimonio, grabado ante el gran jurado el 17 de agosto de 1998, que había tenido una «relación física inapropiada» con Lewinsky. Clinton fue exonerado de todos los cargos de perjurio y obstrucción de justicia en un juicio de 21 días por parte del Senado.
En 1995, Lewinsky, una graduada del Lewis & Clark College, había sido contratada para trabajar como pasante ad honorem en la Casa Blanca durante el primer periodo de Clinton, y posteriormente fue empleada de la Oficina de Asuntos Legislativos de la Casa Blanca. Mientras trabajaba en la Casa Blanca, empezó una relación personal con Clinton. Los detalles los confió posteriormente a su amiga y compañera laboral del Departamento de Defensa, Linda Tripp, quien grabó secretamente sus conversaciones telefónicas.
Cuando Tripp descubrió en enero de 1998 que Lewinsky había jurado un afidávit (declaración jurada) en el caso de Paula Jones negando cualquier relación con Clinton, entregó las cintas a Kenneth Starr, el fiscal independiente que estaba investigando a Clinton en otros asuntos, como la controversia Whitewater, la controversia de los archivos del FBI de la Casa Blanca y la controversia de la oficina de viajes de la Casa Blanca. El testimonio ante el gran jurado de Clinton fue cuidadosamente redactado, y este argumentó que "Depende del significado de la palabra 'hay'" con respecto a la veracidad de su declaración de que "no hay una relación sexual, una relación sexual impropia o cualquier otro tipo de relación impropia".
La amplia cobertura del escándalo llevó a la crítica de la prensa por el exceso de cobertura. El escándalo es también conocido como "Monicagate", Lewinskygate", "Tailgate", "Sexgate" y "Zippergate".

## Declaraciones de contacto sexual

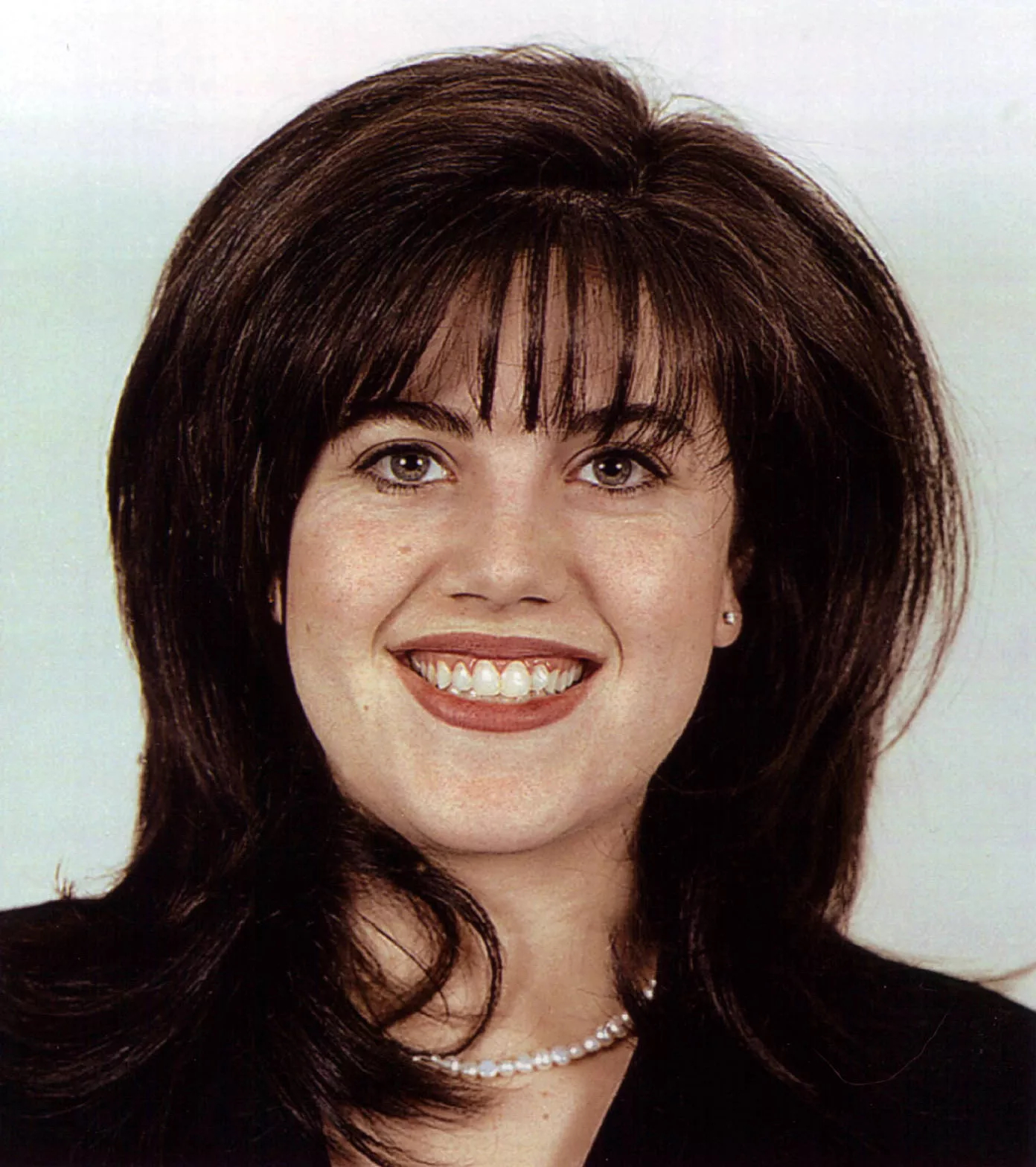
Monica Lewinsky

Lewinsky declaró haber tenido encuentros sexuales con Bill Clinton en nueve ocasiones entre noviembre de 1995 y marzo de 1997. De acuerdo con su agenda publicada, la primera dama de los Estados Unidos, Hillary Clinton, estuvo en la Casa Blanca por lo menos en algún momento en siete de esos días.
En abril de 1996, los superiores de Lewinsky la reubicaron laboralmente al Pentágono, porque sentían que estaba pasando demasiado tiempo con Clinton. De acuerdo con su autobiografía, la Casa Blanca pidió en 1997 al entonces embajador de Naciones Unidas Bill Richardson que entrevistara a Lewinsky para un trabajo en la ONU. Richardson lo hizo y le ofreció un puesto, que ella rechazó. Según la revista política American Spectator, Richardson sabía más sobre el romance de Lewinsky de lo que declaró al gran jurado.
Lewinsky le confió a Linda Tripp sobre su relación con Clinton. Tripp persuadió a Lewinsky para que guardara los regalos que Clinton le había dado y que no lavara en seco un vestido azul manchado con semen. Tripp comunicó sus conversaciones a la agente literaria Lucianne Goldberg, quien le aconsejó grabarlas secretamente, lo cual Tripp comenzó a hacer en septiembre de 1997. Goldberg también instó a Tripp a llevar esas grabaciones al consejero independiente Kenneth Starr y llamar la atención de las personas que estaban trabajando en el caso Paula Jones, quien había denunciado a Clinton por acoso sexual cuando era gobernador de Arkansas. En el otoño de 1997, Goldberg comenzó a hablar con la prensa (especialmente con Michael Isikoff del Newsweek) sobre las grabaciones.
En enero de 1998, después de que Lewinsky realizara una declaración jurada en el caso de Paula Jones negando cualquier relación física con Clinton, ella intentó persuadir a Tripp para que mintiera bajo juramento en el caso Jones. En vez de eso, Tripp le dio las grabaciones a Starr, quien estaba investigando la Controversia Whitewater y otros asuntos. Provisto, por tanto, con pruebas de que Lewinsky reconocía haber tenido relaciones con Clinton, amplió la investigación para incluirla en el caso Jones, así como su posible perjurio.

## Negación y posterior aceptación
La noticia del escándalo apareció por primera vez el 17 de enero de 1998, en la web de noticias Drudge Report, el cual informó que los editores del semanario Newsweek estaban trabajando en una historia del periodista de investigador Michael Isikoff que exponía el romance. La historia se publicó en la prensa convencional el 21 de enero en The Washington Post. La historia se mantuvo en los medios varios días y, a pesar de las rápidas negativas de Clinton, el clamor por respuestas de la Casa Blanca se hizo más fuerte. El 26 de enero Clinton, junto a su esposa, dio una conferencia de prensa de la Casa Blanca negando los hechos, en la que manifestó:

Ahora, tengo que regresar a trabajar en mi discurso del estado de la Unión. Ya trabajé en él hasta bastante tarde anoche. Pero quiero decirle una cosa al pueblo estadounidense. Quiero que me escuchen; voy a decirlo de nuevo: no tuve relaciones sexuales con esa mujer, la señorita Lewinsky. Yo nunca le dije a nadie que mintiera, ni una sola vez. Nunca. Estas alegaciones son falsas. Y ahora necesito volver a trabajar para el pueblo estadounidense. Gracias.

Comentaristas y expertos debatieron si Clinton mencionaría las acusaciones en su discurso del estado de la Unión, cosa que finalmente no hizo. Hillary Clinton siguió apoyando a su esposo durante todo el escándalo, pese a que ya el día 22 de enero su esposo había admitido una relación sexual extramarital con Gennifer Flowers.  De hecho, el 27 de enero, en su aparición en el magacín Today de la cadena NBC señaló: «La gran historia aquí para cualquiera que quiera investigar y escribir sobre ella y explicarla es esta vasta conspiración de la derecha que ha estado conspirando contra mi marido desde el día que anunció su candidatura para presidente».
Durante los meses siguientes y a lo largo del verano, los medios de comunicación debatieron si se había producido una aventura y si Clinton había mentido u obstruido la justicia, pero nada pudo establecerse definitivamente más allá de las grabaciones porque la propia Lewinsky no estaba dispuesta a discutir la aventura o a testificar sobre esta. El 28 de julio de 1998, Lewinsky recibió la inmunidad procesal a cambio de testificar ante el gran jurado acerca de su relación con Clinton. Bajo estas circunstancias, Lewinsky entregó un vestido azul manchado con semen (pues Linda Tripp la había animado a guardarlo sin lavarlo) a los investigadores de Kenneth Starr, aportando así pruebas inequívocas de ADN que podían demostrar la relación a pesar de las negativas de Clinton.
Clinton admitió en un testimonio grabado ante el gran jurado el 17 de agosto de 1998 que había tenido una «relación física inapropiada» con Lewinsky. Esa tarde, Clinton dio un discurso televisado en el que reconocía esto mismo.
El 20 de agosto de 1998, tres días después de que Clinton testificara sobre el escándalo de Monica Lewinsky, Estados Unidos puso en marcha la Operación Alcance Infinito durante la cual lanzó varios misiles contra supuestas bases de al-Qaeda en Jost (Afganistán) y contra la fábrica farmacéutica Al-Shifa en Jartum (Sudán), en represalia por los atentados terroristas a las embajadas estadounidenses en 1998. Algunos países, medios de comunicación, manifestantes y republicanos acusaron a Clinton de ordenar los ataques como una distracción para tapar sus escándalos sexuales. Los ataques también establecieron paralelismos bastante evidentes con la trama de la película Wag the Dog, que se estrenó en esa época, que presenta a un presidente ficticio que finge una guerra en Albania para distraer la atención de un escándalo sexual. Los funcionarios de la administración Clinton negaron cualquier conexión entre los ataques con misiles y el escándalo en curso, y los investigadores de la Comisión del 11 de septiembre no encontraron ninguna razón para poner en duda esas declaraciones. Los ataques con misiles también provocaron que se difundieran bulos antisemitas en el Medio Oriente de que Lewinsky era un agente judío enviado para influir en Clinton para que no ayudara a Palestina. Esta teoría de la conspiración influiría en Mohamed Atta, el cabecilla de la célula de Hamburgo de al-Qaeda y los atentados del 11 de septiembre.

## Cargos de perjurio
En su testimonio para el caso Jones, Clinton negó haber tenido «relaciones sexuales» con Lewinsky. Basado en la prueba provista por Tripp, el vestido azul con el semen de Clinton, Starr concluyó que el juramento testimonial del presidente era falso y cometía perjurio.
Durante su declaración jurada, se le preguntó a Clinton: «¿Ha tenido usted relaciones sexuales con Monica Lewinsky, tal y como se define ese término en la Prueba número 1?» El juez ordenó que se le diera a Clinton oportunidad de revisar la definición creada por la Oficina del Consejo Independiente. Seguidamente, basado en esta definición , Clinton contestó: «Nunca he tenido relaciones sexuales con Monica Lewinsky.» Sin embargo, Clinton declararía tiempo después: «Pensé que la definición incluía cualquier actividad [de mi parte], en la que [yo] era el actor y entraba en contacto con aquellas partes del cuerpo" que habían sido explícitamente enumeradas, y con intención de satisfacer o despertar el deseo sexual de cualquier persona». En otras palabras, Clinton negó que él hubiese tenido contacto con «los genitales, el ano, la ingle, los senos, la cara interna del muslo o las nalgas» de Lewinsky, y efectivamente declaró que la definición acordada de «relaciones sexuales» incluían dar sexo oral pero excluía recibirlo.
Dos meses después de que el Senado lo absolviera del proceso de destitución de Bill Clinton iniciado, este fue condenado por desacato por dar falso testimonio sobre su relación sexual con Lewinsky, por lo que fue multado con 90 000 dólares. Clinton se negó a recurrir esta decisión aduciendo problemas financieros y mantuvo públicamente que su testimonio se ajustaba a la definición elegida de relaciones sexuales. La condena también suspendió su licencia para ejercer la abogacía por cinco años, lo que sí fue recurrido, sin éxito, ante la Corte Suprema de los Estados Unidos.

## Juicio político
En diciembre de 1998, el partido político de Clinton, el Partido Demócrata, estaba en minoría en ambas cámaras del Congreso. Algunos miembros demócratas del Congreso, y la mayoría en el Partido Republicano, creían que el que Clinton había dado un falso testimonio e influyera pretendidamente en el testimonio de Lewinsky eran delitos de obstrucción de la justicia y de perjurio, y por tanto susceptibles de un proceso de destitución. Tras un retraso debido a una breve campaña de bombardeos en Irak, la Cámara de Representantes votó a favor de iniciar un juicio político contra Clinton, un proceso seguido en el Senado durante tres semanas.
Todos los senadores demócratas votaron por la absolución de ambos cargos y diez republicanos votaron por la exoneración del perjurio: John Chafee (Rhode Island), Susan Collins (Maine), Slade Gorton (Washington), Jim Jeffords (Vermont), Richard Shelby (Alabama), Olympia Snowe (Maine), Arlen Specter (Pensilvania), Ted Stevens (Alaska), Fred Thompson (Tennessee), y John Warner (Virginia). Cinco republicanos votaron además por la absolución de obstrucción a la justicia: Chafee, Collins, Jeffords, Snowe, y Specter.
De este modo el presidente Clinton fue absuelto de todos los cargos y permaneció en su cargo. Hubo intentos de reprobar al presidente de la Cámara de Representantes, pero esos intentos fallaron.

## Repercusiones

### Efecto en las elecciones presidenciales del 2000
Se podría decir que el escándalo afectó a las elecciones presidenciales de Estados Unidos de 2000 en dos formas contradictorias. El candidato Demócrata y en ese entonces vicepresidente Al Gore declaró que el escándalo de Clinton había sido "una carga" que desinfló el entusiasmo de la base de su partido y tuvo el efecto de reducir los votos demócratas, estos sí fueron mayoritarios en el recuento del "voto popular". Clinton afirmó que el escándalo hizo a la campaña de Al Gore demasiado cautelosa, y que si a Clinton se le hubiera permitido hacer campaña por Gore en Arkansas y New Hampshire, cualquiera de los dos estados le hubiera dado a Gore los votos electorales que necesitaba independientemente de lo ocurrido en Florida.
Los analistas políticos apoyaron ambos puntos. Antes y después de la elección del 2000, John Cochran de ABC News relacionó el escándalo Lewinsky con un fenómeno de los votantes que llamó "fatiga Clinton". La votación mostró que el escándalo continuó afectando al bajo índice de aprobación personal de Clinton durante el proceso electoral, y analistas como John G. Geer de la Universidad Vanderbilt posteriormente concluyeron que "la fatiga Clinton o un tipo de votación de moral retrospectiva tuvieron un impacto significativo en las oportunidades de Gore". Otros analistas se unieron al argumento de Clinton, y argumentaron que la negativa de Gore a tener a Clinton en campaña con él dañó su atractivo.

### Escándalos colaterales
Durante el escándalo, simpatizantes del presidente Clinton alegaron que el asunto era privado, y criticaron la hipocresía de algunos de quienes abogaban por su destitución.
Una campaña de investigación altamente publicitada buscó activamente información que pudiera avergonzar a los políticos que apoyaron al juicio. De acuerdo con el periódico británico The Guardian,

Larry Flynt (...) editor de la revista Hustler, ofreció una recompensa de 1 millón de dólares (...) Flynt era un enemigo jurado del Partido Republicano y trató de desenterrar la suciedad de los miembros republicanos del Congreso que estaban encabezando la campaña del juicio contra el presidente Clinton. (...) (Aunque) Flynt afirmó en ese tiempo tener artículo para una docena de prominentes republicanos, la campaña ayudó a derribar solo a uno. Robert Livingston, un congresista de Louisiana... se retiró abruptamente tras descubrir que el señor Flynt estaba a punto de revelar que él también había tenido una aventura.

Durante la investigación de la Cámara de Representantes se reveló también que Henry Hyde, jefe republicano del Comité Judicial y ex presidente de la Cámara de Representantes, también tuvo un romance mientras era legislador estatal en Illinois. Hyde, de 70 años durante las audiencias de Lewinsky, lo desestimó como una "indiscreción juvenil" cuando él tenía 41.
Pocas semanas después, el congresista republicano Bob Livingston —quien se esperaba que se convirtiera en el presidente de la Cámara de Representantes en la siguiente sesión de Congreso— dimitió y retó a Clinton a hacer lo mismo.
La investigación de Flynt también señalaba que el congresista republicano por el estado de Georgia Bob Barr había tenido una aventura matrimonial. Barr había sido el primer legislador de ambas cámaras en pedir la dimisión de Clinton por el asunto Lewinsky. Barr perdió una impugnación primaria en menos de tres años después del proceso de destitución a Clinton.
Dan Burton, representante republicano por Indiana, declaró: "Nadie, independientemente del partido al que sirva, independientemente de la rama del gobierno a la que sirva, debe poder salirse con la suya con estas supuestas impropiedades sexuales..." En 1998, Burton admitió que tuvo un romance en 1983 que produjo un bebé.
El presidente de la Cámara Newt Gingrich, representante por Georgia y líder de la Revolución Republicana de 1994 —con la que el Partido Republicano alcanzó una mayoría en el Congreso que no tenía desde los años 50—, admitió en 1998 haber tenido una aventura con Callista Bisek, miembro del Comité de Agricultura de la Cámara, al mismo tiempo en que encabezaba el juicio contra Bill Clinton por perjurio con respecto al romance con Monica Lewinsky.
La republicana Helen Chenoweth-Hage, representante por Idaho, pidió agresivamente la renuncia del presidente Clinton y tiempo después admitió su propio romance de seis años de duración con un ganadero casado.

### Aceptación personal
El historiador Taylor Branch insinuó que Bill Clinton le había solicitado cambios a su biografía de 2009 (escrita por Branch), The Clinton Tapes: Wrestling History with the President, con respecto a la revelación de que el asunto Lewinsky comenzó porque «Me quebré; yo solo me quebré». Branch había escrito que Clinton se había sentido «acosado, poco valorado y abierto a una relación con Lewinsky» después de «la pérdida de los demócratas en el Congreso en las elecciones de noviembre de 1994, la muerte de su madre el enero anterior, y la investigación en marcha de la Controversia Whitewater». Públicamente, Clinton había atribuido el romance a «un terrible error moral» y a un enojo contra los republicanos, declarando o siguiente: «si la gente tiene una ira no resuelta, esta les hace hacer cosas no racionales y destructivas».
Por su parte, Lewinsky afirmó en 2018:

Era mi jefe. Era el hombre más poderoso del planeta. Tenía 27 años más que yo, con suficiente experiencia para haber sabido hacer mejor las cosas. Estaba en ese momento en la cumbre de su carrera, mientras para mí era mi primer trabajo justo al salir de la universidad.